# Kinosternon herrerai
Kinosternon herrerai is een schildpad uit de familie modder- en muskusschildpadden (Kinosternidae). Er is nog geen Nederlandstalige naam voor deze schildpad. De soort werd voor het eerst wetenschappelijk beschreven door Leonhard Hess Stejneger in 1925. 
Kinosternon herrerai komt voor in delen van Noord-Amerika en komt endemisch voor in Mexico. De schildpad bereikt een rugschild- of carapaxlengte tot ongeveer 17 centimeter. Het rugschild is bruin van kleur, de huid van de poten en kop is grijsbruin gekleurd.